# Miss Univers 1986
 (mai 2022).
Si vous disposez d'ouvrages ou d'articles de référence ou si vous connaissez des sites web de qualité traitant du thème abordé ici, merci de compléter l'article en donnant les références utiles à sa vérifiabilité et en les liant à la section « Notes et références ».
Miss Univers 1986, 35e édition du concours de Miss Univers a lieu le 21 juillet 1986, au ATLAPA Convention Center, à Panama City, Panama. 
Bárbara Palacios, Miss Venezuela, âgée de 22 ans, remporte le prix.

## Résultats
| Classement final  | Candidates |
| ----------------- | --- |
| Miss Univers 1986 | - Venezuela - Bárbara Palacios |
| 1st runner-up     | - USA - Christy Fichtner |
| 2nd runner-up     | - Colombie - María Mónica Urbina Pugliese |
| 3rd runner-up     | - Pologne - Brygida Bziukiewicz |
| 4th runner-up     | - Finlande - Tuula Polvi |
| Top 10            | - Brésil - Deise Nunes de Souza - Zaïre - Aimée Likobe Dobala - Suisse - Eveline Nicole Glanzmann - Chili - Mariana Villasante Aravena - Porto Rico - Elizabeth Robison Latalladi |

### Scores de la demi-finale
| \| Pays \| Moyenne préliminaire \| Interview \| Maillot de bain \| Robe du soir \| Moyenne de la demi-finale \| \| ---------- \| -------------------- \| ---------- \| --------------- \| ------------ \| ------------------------- \| \| Venezuela \| 8.776 (2) \| 9.390 (1) \| 9.100 (2) \| 9.550 (1) \| 9.346 (1) \| \| USA \| 8.950 (1) \| 8.880 (3) \| 9.380 (1) \| 9.490 (2) \| 9.250 (2) \| \| Pologne \| 8.276 (7) \| 9.030 (2) \| 9.000 (3) \| 9.000 (6) \| 9.010 (3) \| \| Colombie \| 8.310 (5) \| 8.850 (4) \| 8.620 (7) \| 9.340 (3) \| 8.936 (4) \| \| Finlande \| 8.530 (3) \| 8.470 (5) \| 8.880 (4) \| 9.120 (5) \| 8.823 (5) \| \| Brésil \| 8.289 (6) \| 8.175 (9) \| 8.810 (5) \| 9.160 (4) \| 8.715 (6) \| \| Zaïre \| 8.266 (8) \| 8.366 (6) \| 8.580 (8) \| 8.920 (7) \| 8.621 (7) \| \| Suisse \| 8.256 (10) \| 8.020 (10) \| 8.740 (6) \| 8.870 (8) \| 8.543 (8) \| \| Chili \| 8.480 (4) \| 8.230 (8) \| 8.490 (9) \| 8.780 (9) \| 8.500 (9) \| \| Porto Rico \| 8.260 (9) \| 8.260 (7) \| 8.330 (10) \| 8.660 (10) \| 8.416 (10) \| | Winner First Runner-up Second Runner-up Third Runner-up Fourth Runner-up Top 10 Semifinalist (#) Rank in each round of competition |            |                 |              |                           |
| Pays | Moyenne préliminaire | Interview  | Maillot de bain | Robe du soir | Moyenne de la demi-finale |
| Venezuela | 8.776 (2) | 9.390 (1)  | 9.100 (2)       | 9.550 (1)    | 9.346 (1)                 |
| USA | 8.950 (1) | 8.880 (3)  | 9.380 (1)       | 9.490 (2)    | 9.250 (2)                 |
| Pologne | 8.276 (7) | 9.030 (2)  | 9.000 (3)       | 9.000 (6)    | 9.010 (3)                 |
| Colombie | 8.310 (5) | 8.850 (4)  | 8.620 (7)       | 9.340 (3)    | 8.936 (4)                 |
| Finlande | 8.530 (3) | 8.470 (5)  | 8.880 (4)       | 9.120 (5)    | 8.823 (5)                 |
| Brésil | 8.289 (6) | 8.175 (9)  | 8.810 (5)       | 9.160 (4)    | 8.715 (6)                 |
| Zaïre | 8.266 (8) | 8.366 (6)  | 8.580 (8)       | 8.920 (7)    | 8.621 (7)                 |
| Suisse | 8.256 (10) | 8.020 (10) | 8.740 (6)       | 8.870 (8)    | 8.543 (8)                 |
| Chili | 8.480 (4) | 8.230 (8)  | 8.490 (9)       | 8.780 (9)    | 8.500 (9)                 |
| Porto Rico | 8.260 (9) | 8.260 (7)  | 8.330 (10)      | 8.660 (10)   | 8.416 (10)                |

## Prix spéciaux
| Prix                  | Candidates                                                                                         |
| --------------------- | -------------------------------------------------------------------------------------------------- |
| Best National Costume | - Panama - Gilda García López - Brésil - Deise Nunes de Souza - Chili - Mariana Villasante Aravena |
| Miss Congeniality     | - Guam - Dina Reyes Salas                                                                          |
| Miss Photogenic       | - Italie - Susanna Huckstep                                                                        |

## Ordre d'annonce des finalistes
| 1. Brésil 2. Colombie 3. Porto Rico 4. États-Unis 5. Zaïre 6. Suisse 7. Venezuela 8. Pologne 9. Finlande 10. Chili | 1. États-Unis 2. Finlande 3. Pologne 4. Venezuela 5. Colombie |

## Bande son
- Opening Number: "Headed for the Future" by Neil Diamond (Cover version)

## Candidates
| - Argentine - María de los Ángeles Fernández Espadero - Aruba - Mildred Jacqueline "Jacky" Semeleer - Australie - Christina Lucinda Bucat - Autriche - Manuela Redtenbacher - Bahamas - Marie Brown - Barbade - Roslyn Irene Williams - Belgique - Goedele Maria Liekens - Belize - Romy Ellen Taegar - Bolivie - Elizabeth O'Connor D'Arlach - Brésil - Deise Nunes de Souza - Îles Vierges britanniques - Shereen Desmona Flax - Canada - Renee Newhouse - Chili - Mariana Villasante Aravena - Colombie - María Mónica Urbina Pugliesse - Îles Cook - Lorna Sawtell - Costa Rica - Aurora Velásquez Arigño - Côte d'Ivoire - Marie Françoise Kouame - Curaçao - Christine Joyce Denise Sibilo - Chypre - Christina Vassaliadou - Danemark - Helena Christensen - République dominicaine - Lissette Chamorro - Équateur - Verónica Lucía Sevilla Ledergerber - Salvador - Vicky Elizabeth Cañas Álvarez - Angleterre - Joanne Ruth Sedgley - Finlande - Tuula Irmeli Polvi - France - Catherine Carew (de Guadeloupe) - Gambie - Rose Marie Eunson - Allemagne - Birgit Jahn - Gibraltar - Gail Anne May Francis - Grèce - Vasilia "Silia" Mantaki - Guam - Dina Ann Reyes Salas - Guatemala - Christa Kalula Wellman Girón - Pays-Bas - Caroline Veldkamp - Honduras - Sandra Natalie Navarrete Romero - Hong Kong - Robin Mae San Lee - Islande - Thora Thrastardóttir - Inde - Mehr Jessia - Irlande - Karen Ann Shevlin - Israël - Nilly Drucker | - Italie - Susanna Huckstep - Jamaïque - Liliana Antoinette Cisneros - Japon - Hiroko Esaki - Korea - Bae Young-ran - Liban - Reine Philip Barakat - Luxembourg - Martine Christine Georgette Pilot - Malaisie - Betty Chee Nyuk Pit - Malte - Antoinette Zerafa - Mexique - Alejandrina "Connie" Carranza Ancheta - Nouvelle-Zélande - Christine Atkinson - Northern Marianas - Christine Guerrero - Norvège - Tone Henriksen - Panama - Gilda García López - Papouasie-Nouvelle-Guinée - Anna Wild - Paraguay - Johanna Kelmer Joja - Pérou - Karin Mercedes Lindemann García - Philippines - Violeta Arsela Enriquez Naluz - Pologne - Brygida Elzbieta Bziukiewicz - Portugal - Mariana Dias Carriço - Porto Rico - Elizabeth Robison Latalladi - La Réunion - Geneviève Lebon - Écosse - Natalie M. Devlin - Singapour - Farah Lange - Espagne - Concepción "Concha" Isabel Tur Espinosa - Sri Lanka - Indra Kumari - Suède - Anne Lena Rahmberg - Suisse - Eveline Nicole Glanzmann - Thaïlande - Thaveeporn Klungpoy - Trinidad & Tobago - Candace Jennings - Turquie - Demet Basdemir - Turks & Caicos - Barbara Bulah Mae Capron - Uruguay - Norma Silvana García Lapitz - États-Unis - Christiane Crane Fichtner - Îles Vierges des États-Unis - Jasmine Olivia Turner - Venezuela - Bárbara Palacios - Pays de Galles - Tracey Rowlands - Western Samoa - Tui Kaye Hunt - Zaïre - Aimee Likobe Dobala |

### Scores du défilé en maillots de bain
(juillet 2013).
- 8.870 USA
- 8.380 Venezuela
- 8.260 Finland
- 8.260 Holland
- 8.210 Zaire
- 8.140 Italy
- 8.140 Poland
- 8.110 Norway
- 8.110 Réunion
- 8.110 Spain
- 8.100 India
- 8.000 England
- 7.960 Brazil
- 7.960 Chile
- 7.870 Switzerland
- 7.850 Greece
- 7.780 Paraguay
- 7.740 Iceland
- 7.700 Malaysia
- 7.680 Portugal
- 7.660 Uruguay
- 7.650 Germany
- 7.650 Puerto Rico
- 7.610 Israel
- 7.600 Scotland
- 7.560 Guatemala
- 7.540 Colombia
- 7.530 New Zealand
- 7.520 Mexico
- 7.480 Trinidad & Tobago
- 7.440 Lebanon
- 7.420 Curaçao
- 7.420 Denmark
- 7.400 Hong Kong
- 7.390 Wales
- 7.360 France
- 7.360 Japan
- 7.350 Sweden
- 7.320 US Virgin Islands
- 7.310 Gambia
- 7.280 Bahamas
- 7.260 Côte d'Ivoire
- 7.260 Peru
- 7.240 Ireland
- 7.230 Panama
- 7.220 Korea
- 7.180 Austria
- 7.120 Sri Lanka
- 7.060 Australia
- 7.050 Belgium
- 7.040 Singapore
- 7.010 Canada
- 6.960 Gibraltar
- 6.940 Luxembourg
- 6.890 Argentina
- 6.890 Costa Rica
- 6.890 Honduras
- 6.860 Philippines
- 6.810 Jamaica
- 6.800 Dominican Republic
- 6.800 Guam
- 6.751 Cyprus
- 6.750 Ecuador
- 6.730 Turkey
- 6.720 Western Samoa
- 6.710 Malta
- 6.690 Cook Islands
- 6.690 Thailand
- 6.670 Barbados
- 6.650 Northern Mariana Islands
- 6.590 Bolivia
- 6.550 Papua New Guinea
- 6.530 El Salvador
- 6.400 Belize
- 6.330 Turks & Caicos Islands
- 6.180 Aruba
- 5.970 British Virgin Islands

## Crossovers

### Miss World
- Miss World 1979: U.S. Virgin Islands
- Miss World 1985: Gibraltar, Switzerland (6th Runner Up) and Turks & Caicos
- Miss World 1986: Barbados, Belgium, France, Gambia and Luxembourg

### Miss International
- Miss International 1985: Ireland
- Miss International 1986: Australia, Austria, Côte d'Ivoire, Holland (semi-finalist) and Puerto Rico (semi-finalist)